# Africa & Science
Africa & Science, Zusatz: Zeitschrift für wissenschaftliche Forschungen mit Interesse für Afrika und AfrikanerInnen, ist eine seit 2006 in Frankfurt am Main erscheinende mehrsprachige Fachzeitschrift für Afrikawissenschaften.
Africa & Science, mit den Paralleltiteln Africa & Wissenschaft, Afrique & Science, wurde im Jahr 2006 mit Band 1, 2006, Heft 1, auf Initiative des Vereins African Development Initiative (ADI e. V.) mit Sitz in Frankfurt am Main ins Leben gerufen. Die Zeitschrift ist interdisziplinär, erscheint einmal jährlich und besteht aus einer Print- und einer elektronischen Version. Die Beiträge sind in deutscher, englischer und französischer Sprache.
Herausgeber ist der aus Kamerun stammende Politikwissenschaftler Léonard Jamfa.
Africa & Science bietet afrikanischen Wissenschaftlern im deutschsprachigen Raum die Möglichkeit, ihre Recherchen und Forschungsarbeiten zu Afrika einem breiten Publikum vorzustellen. Dabei zielt die Zeitschrift darauf ab, Afrika durch die Augen von Afrikanern in einem wissenschaftlichen Rahmen zu vermitteln.
Die Druckversion, die seit 2006 jährlich erscheint, beinhaltet Beiträge namhafter afrikanischer Wissenschaftler. Thematisch setzen sich die Beiträge mit Entwicklung, Entwicklungszusammenarbeit, Staatsbildungsprozess in Afrika, afrikanischer Diaspora, Migration aus Afrika und Integration in den Aufnahmeländern auseinander.
Die Online-Version erscheint wöchentlich und bietet jeweils einen aktuellen Überblick über wissenschaftliche Themen mit Bezug zu Afrika.